# Gao Zu
Li Yuan, ricordato spesso col titolo Tang Gaozu o Tang Gao Zu (Chang'an, 7 aprile 566 – Chang'an, 25 giugno 635), fu il fondatore della dinastia Tang. Nel 618 fece crollare la dinastia Sui e regnò fino alla sua abdicazione nel settembre del 626.

## Biografia
Li Yuan apparteneva all'aristocrazia del Nordovest e la sua famiglia era - come era solito in queste parti del paese - conosciuta per i suoi rapporti matrimoniali con i 'Barbari'.
Dal 610 la dinastia Sui venne scossa da ripetute ribellioni, in tutto circa 200 in sette anni. Un primo motivo erano le carestie che sorsero in seguito alle inondazioni nel basso corso dello Huang-ho (Fiume giallo). Nel mezzo di questa situazione le truppe imperiali si decisero per tre guerre di Corea piuttosto sanguinose (612/13/14). Le seguenti ribellioni contadine vennero sostenute dalla nobiltà del Nordovest e con le reazioni dell'imperatore peggiorarono anche le relazioni con i Turchi orientali.
Il generale Li Yuan della dinastia Sui represse tra il 615 e il 616 alcune di queste ribellioni contadine. Il figlio Li Shimin aiutò nel 615 l'imperatore Sui Yang Di in un attacco improvviso del Khan turco Shibi (609-21) durante un viaggio di ispezione. Infine Li Yuan venne nominato luogotenente di Taiyuan nello Shanxi (617). Contemporaneamente l'imperatore Sui si ritirò al sud in un viaggio di piacere e lasciò solo il nord ribelle. Fu un errore fatale.
Ora si dice che Li Shimin abbia costretto il padre indeciso con un intrigo da harem ad una sommossa contro i Sui. Come sempre: Li Yuan si ribellò, si unì in una lega con il khan turco per liberarsi da ogni peso e spedì quindi le sue truppe ai suoi figli Li Jiancheng e Li Shimin alla capitale Chang'an, che venne occupata nel settembre del 617. Quindi installò inizialmente un nipote di Yang Di come imperatore fantoccio e salì al trono nel giugno 618 dopo l'assassinio di Yang Di.
Con questo non aveva tuttavia ancora tutto il paese nelle sue mani, poiché vi erano parecchi capi ribelli che lottavano per la supremazia. Quindi si trattò di liberare la Cina, cosa che tenne impegnata la dinastia Tang fino al 624 - 628. Tra le misure adottate vi erano punizioni rigide per l'osservazione della disciplina nelle truppe, l'immediata spedizione del frumento immagazzinato per risollevare le genti dalla carestia, un riassortimento della burocrazia per l'introduzione di ex capi ribelli e non ultimo anche la riorganizzazione delle leggi penali (624). Persino molte donne degli harem vennero 'liberate' nell'interesse del popolo.
L'imperatore Gao Zu era considerato introverso, generoso e magnanimo. Ciò significa che il figlio Li Shimin gli avrebbe preso tutto il lavoro. Poco dopo l'assassinio del principe della corona Li Jiancheng, perpetrato da Li Shimin nelle lotte di famiglie, abdicò a favore di questo.